# ハッシュドポテト

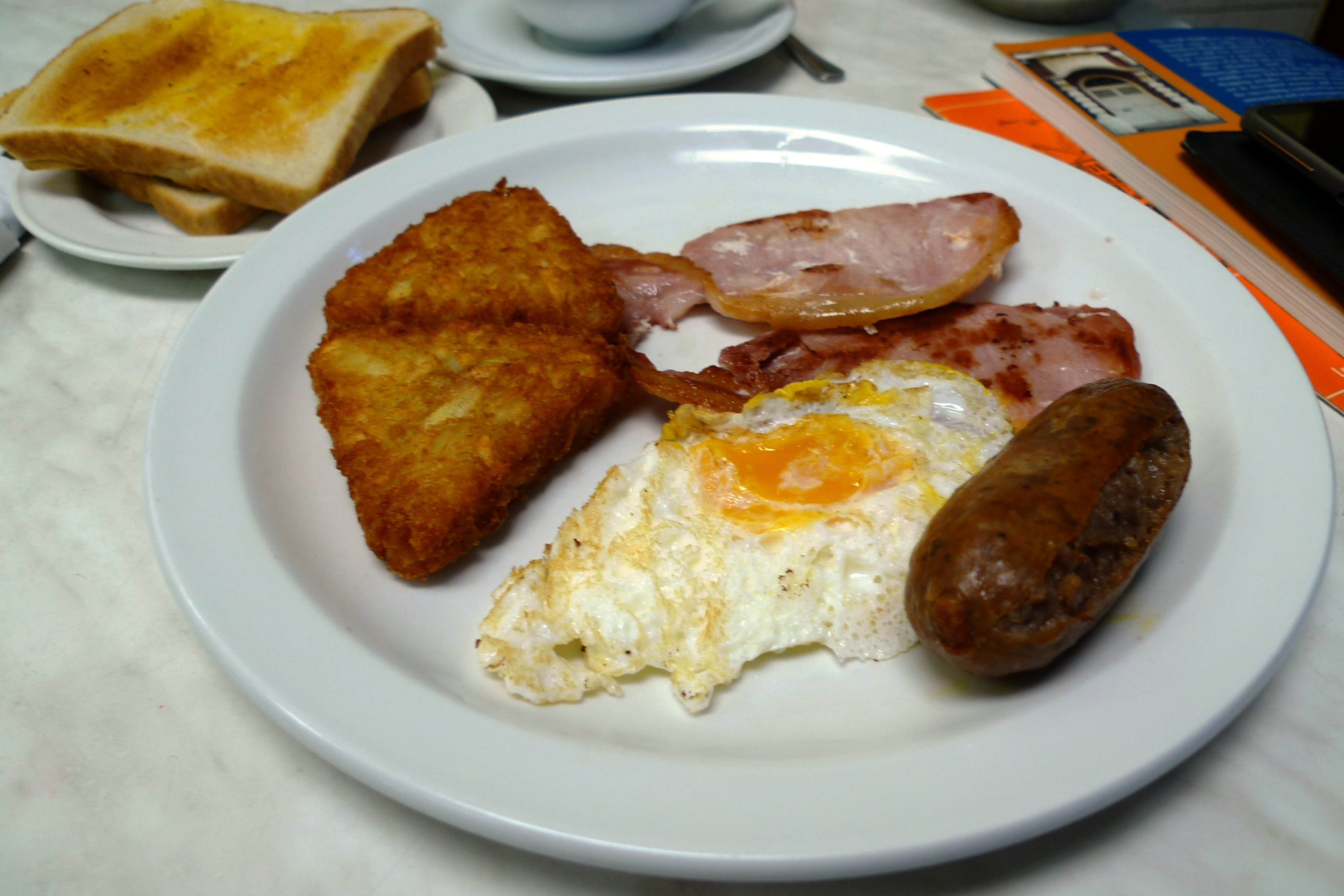
イングリッシュ・ブレックファースト（英国の朝食）によく出される（皿の左側の三角のもの2つ）。

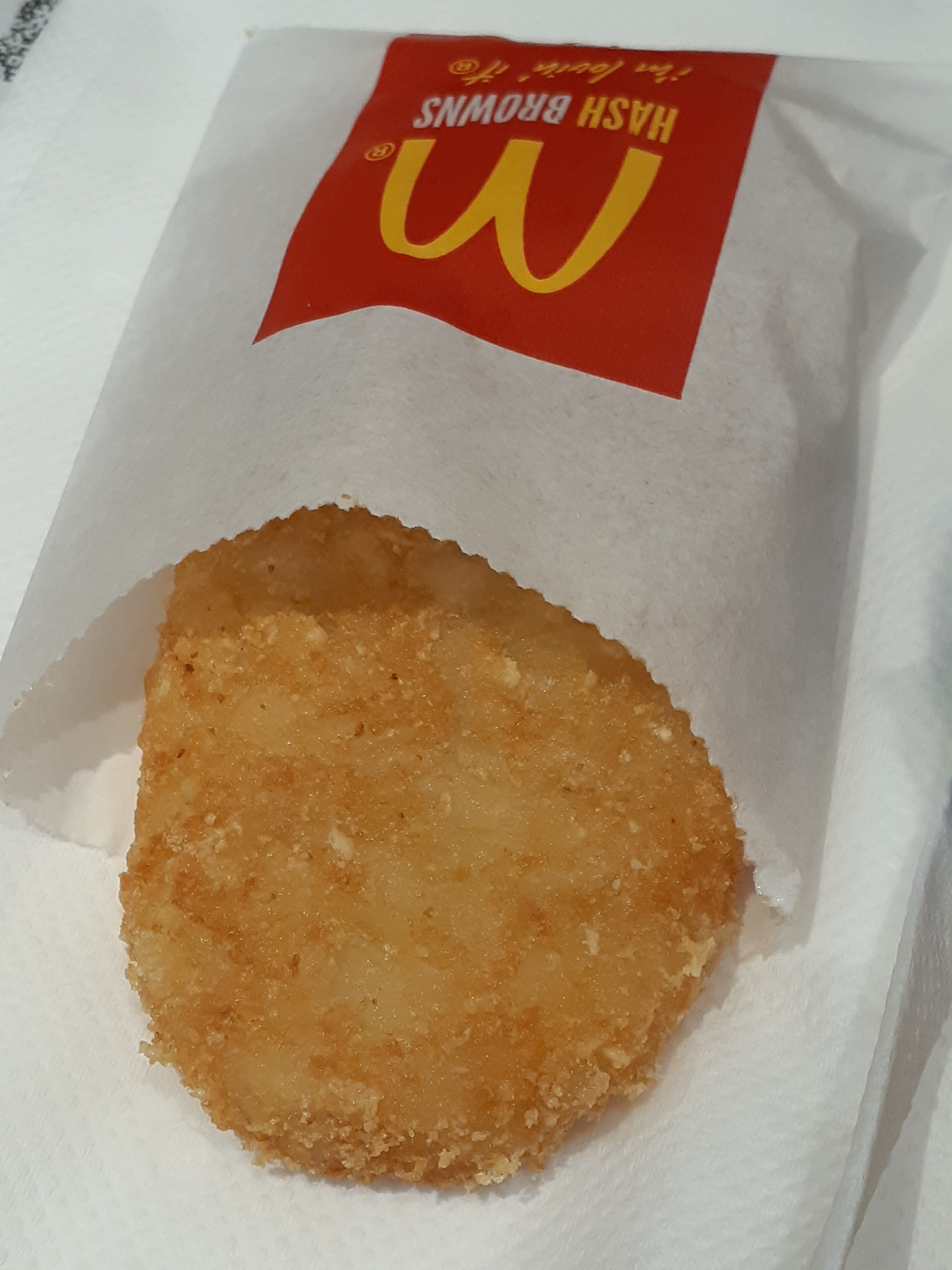
ハンバーガー店・マクドナルドのハッシュポテト（香港、2021年）

ハッシュドポテトは、細かく切ったジャガイモをまとめてやいたり、油で揚げたりした料理。ハッシュポテトとも呼ばれる。また、ハッシュブラウンズ、ハッシュドブラウンポテトとも称される。

## 概要

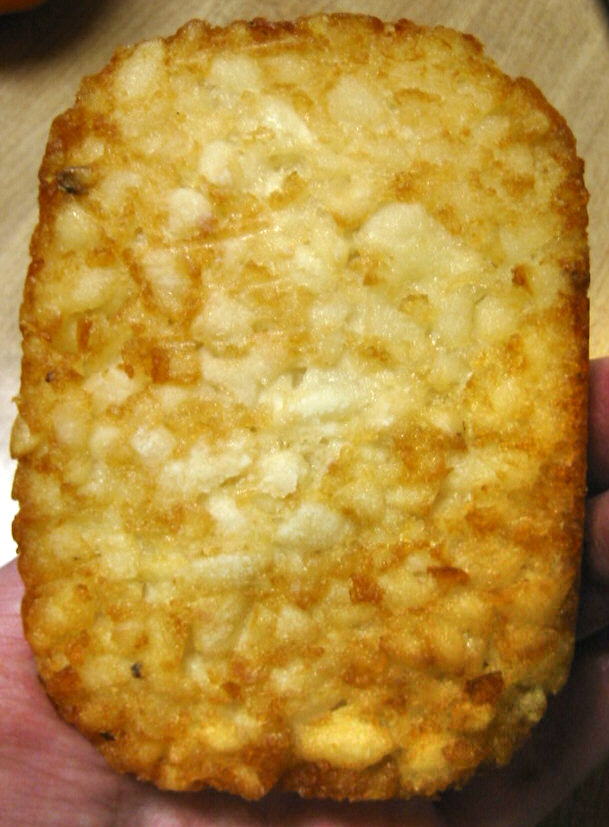
日本で一般的な冷凍食品のハッシュドポテト

主として北米において、朝食のサイドメニューとして用いられるハッシュ・ブラウン（英: Hash browns）は、細切りあるいは角切りにしたじゃがいもをフライパンやオーブンで焼いた料理である。
日本においては、もっぱら冷凍食品として流通する工業生産品を指す。小麦粉を繋ぎとして小判型や丸型に整形されており、170℃から180℃の油で揚げるほか、オーブンやトースター、フライパンでも調理できる。そのため軽食としても利用しやすく、ファストフードやコンビニエンスストアのスナックメニューにも見られる。
炭水化物が豊富で、みじん切りにすることで表面積が増え吸油率が上がるため、揚げると油の多い非常に高カロリーな食品となる。
味付けには一般にトマトケチャップなどが用いられるが、既製品にはあらかじめ軽い塩味がついているため、調味料なしのそのままの状態でも食べられる。
名称が似ているマッシュポテト（Mashed potatoes）は、同じジャガイモ料理であることを除けば関係ない。

## 英語と日本語の違い
英語ではもともと「Hashed brown potates」や「Hashed browned potates」（茶色の刻みジャガイモ）と呼ばれていたが、徐々に短縮され、ハッシュ（ト）ブラウンズ(Hash browns or hashed browns) となった。「ハッシュドポテト」はフライドポテトなどと同じ和製英語であるが、文法的に間違っていないので意味は通じる。

## 主な原産国
主な原産国は、原料、製造ともにアメリカ合衆国製が多い。そのほか、国産品やカナダ製なども市場に出回る。